# 弗洛伊德·兰迪斯

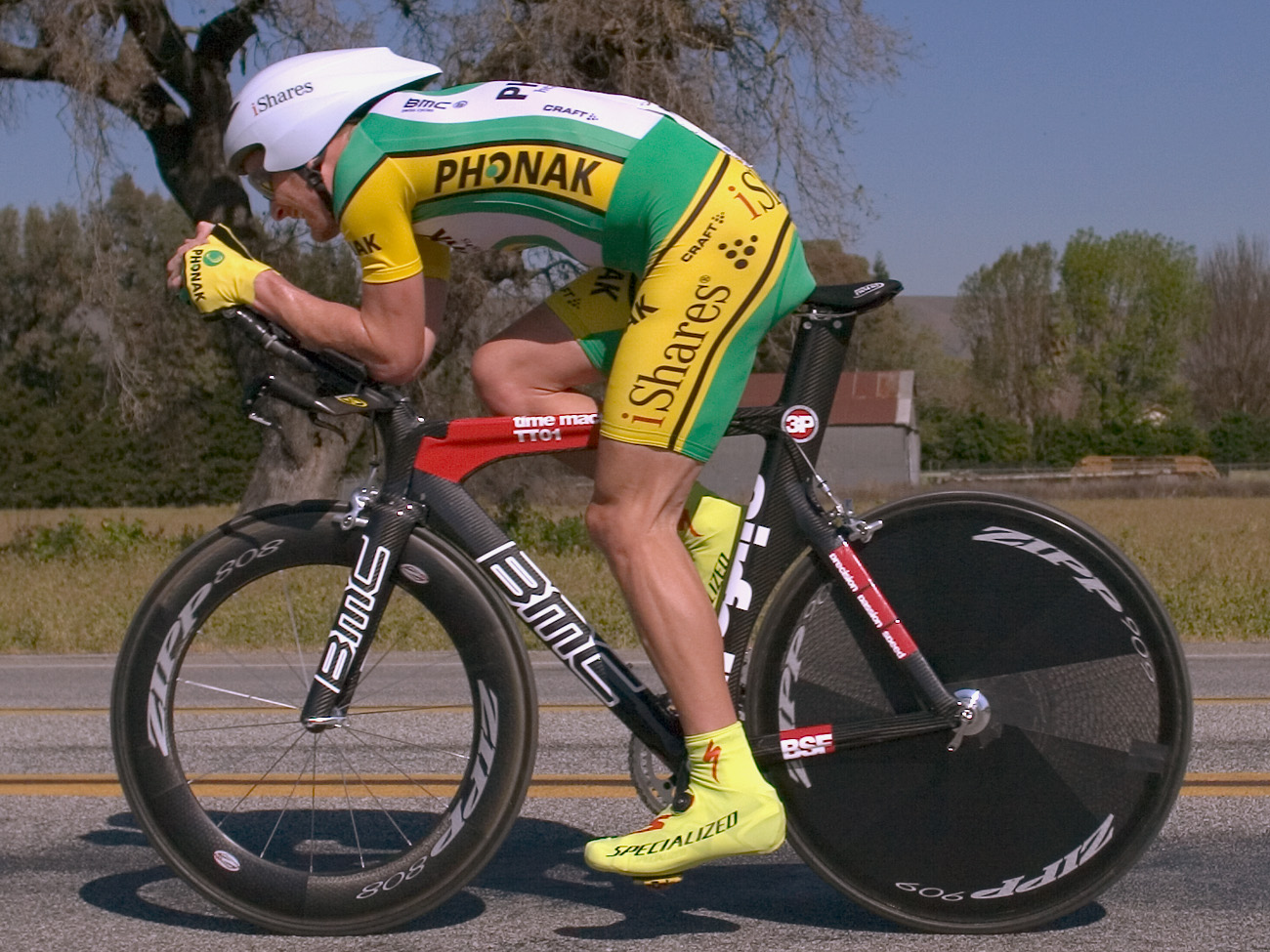
弗洛伊德·兰迪斯

弗洛伊德·兰迪斯（Floyd Landis，1975年10月14日—），美国前职业公路自行车运动员。
兰迪斯于2002—2004年期间效力于探索頻道自行車隊，即兰斯·阿姆斯特朗所在车队。2005年转投峰力车队，2006年获得环法自行车赛总冠军，比赛结束后数日因药检中出现睾酮/表睾酮比率（T/E）过高被剥夺冠军并禁赛2年，当届冠军归于奥斯卡·佩雷罗·西奥，而以他为核心的峰力车队也随之解散。他之后4年不断对检测结果进行抗辩。
2010年1月，法国法院对其签发逮捕令，罪名是涉嫌于2006年黑入法国反兴奋剂机构实验室的计算机系统。2010年5月，他最终承认使用促红细胞生成素（EPO）、睾酮和人类生长激素等禁药，同时揭露阿姆斯特朗等车手也使用禁药，并详细介绍了如何使用促红细胞生成素以不被查出。他在2010年以《虚假申报法》举报人的身份对阿姆斯特朗等人发起民事诉讼。兰迪斯于2010年结束职业生涯。
2011年10月，他被法国法院缺席审判黑客案，被判12个月监禁，缓期执行。此外，他因在2007—2008年抗辩时众筹了48万美元来打官司，被FBI以涉嫌欺诈罪调查，2012年兰迪斯退回众筹资金以免于起诉。
2016年他在科罗拉多州开办了一家大麻销售公司。
2018年，阿姆斯特朗和美国政府达成500万美元的和解协议，其中约110万美元分配给举报人兰迪斯，阿姆斯特朗还被判支付了兰迪斯165万美元的律师费。